# Oğulcan Çağlayan
Pour les articles homonymes, voir Çağlayan.
Oğulcan Çağlayan, né le 22 mars 1996 à Ankara, est un footballeur turc évoluant au poste d'ailier à Kasımpaşa SK.

## Biographie

### En club
Çağlayan  est formé dans plusieurs clubs turcs dont l'Ankaraspor ou le Bursaspor.
Il signe son premier contrat au Gaziantepspor en 2014. Le 14 février 2014, Çağlayan dispute son premier match professionnel en entrant en jeu durant une défaite 5-1 contre le Çaykur Rizespor en Süperlig. Il marque son premier but en septembre 2014 face au Kayseri Erciyesspor. Il s'y engage d'ailleurs début 2015 et y inscrit trois buts en championnat.
Pour la saison 2015-2016, Çağlayan est prêté au Kayserispor. Relativement peu utilisé tout au long de la saison, il ne marque qu'un but en championnat. En 2016, le jeune attaquant signe au Çaykur Rizespor. Ses deux premières années au club ne jouent pas en sa faveur et Çağlayan ne trouve le chemin des filets qu'à sept reprises. Malgré cela, il remporte son premier trophée alors que Rizespor est sacré champion de 1. Lig en 2018.
Ses performances conduisent Rizespor à le prêter au Gazişehir Gaziantep FK pour la saison 2018-2019.
De retour au Rizespor à l'été 2019, Çağlayan réintègre l'effectif. Il marque son premier but de la saison le 31 août d'un extérieur contre le Beşiktaş (1-1).
Le 11 août 2020, Çağlayan signe un contrat de quatre ans au Galatasaray SK.

### En équipe nationale
Au niveau international, Çağlayan évolue avec les différentes catégories d'équipes jeunes de Turquie. En 2015, il est convoqué pour la première fois avec l'équipe de Turquie espoirs.

## Palmarès
Avec le Çaykur Rizespor, Çağlayan est champion de 1. Lig en 2018.